# 罩衫

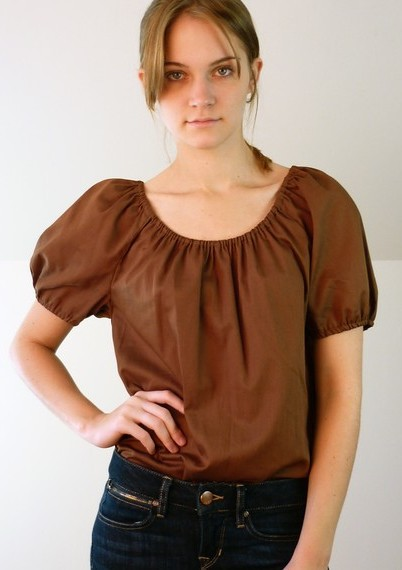
一件当代女性棕色罩衫

罩衫（英語：blouse）是一种宽松的上衣，曾经是工人、平民、艺术家、女性和儿童的服装。通常，罩衫在腰部、臀部处会用皮带、腰束收紧，这样就能产生兜起来的效果。 如今，“罩衫”一词通常指代女性的西装衬衫，但也可以指男性的宽松衬衫。传统上来讲，该词可用来指代任何看起来很女性化的衬衫。